# 江戸叢書
『江戸叢書』（えどそうしょ）は、江戸の地誌に関する書籍を載録した叢書。大正6年（1917年）に江戸叢書刊行会により刊行され、全12巻より成る。

## 内容

### 巻の壱
- 『嘉陵紀行』（村尾正靖）
- 『殿居嚢』（大野広城）
- 『墨水遊覧誌』（花屋敷菊塢）

### 巻の弐
- 『江戸名所記』（浅井了意）
- 『青標紙』（大野広城）
- 『慶長見聞集』（三浦浄心）

### 巻の三
- 『十方庵遊歴雑記』（釈敬順）
- 『江戸惣鹿子名所大全』前編（藤田理兵衛）

### 巻の四
- 『十方庵遊歴雑記』第2編（釈敬順）
- 『江戸惣鹿子名所大全』後編（藤田理兵衛）

### 巻の五
- 『十方庵遊歴雑記』第3編（釈敬順）
- 『江戸雀』前編（菱川師宣）

### 巻の六
- 『十方庵遊歴雑記』第4編（釈敬順）
- 『江戸雀』後編（菱川師宣）

### 巻の七
- 『十方庵遊歴雑記』第5編（釈敬順）
- 『水鳥記』（地黄坊樽次）

### 巻の八
- 『江戸風俗惣まくり』（川崎重恭）
- 『春の紅葉』（向山源太夫）
- 『江戸実情 誠斎雑記』（向山源太夫）

### 巻の九
- 『安政乙卯 武江地動之記』（斎藤月岑）
- 『砂子の残月』（向山源太夫）
- 『江戸実情 誠斎雑記』弐編（向山源太夫）

### 巻の十
- 『時雨廼袖』（畑銀鶏）
- 『江戸実情 誠斎雑記』（向山源太夫）

### 巻の十一
- 『莘野茗談』（平秩東作）
- 『異本武江披砂』（大田南畝）
- 『江戸実情　誠斎雑記』（向山源太夫）

### 巻の十二
- 『武江年表』（斎藤月岑）
- 『武江年表補正略』（喜多村信節）
- 江戸叢書附図

## 関わった人物

### 代表者
- 足立四郎吉
- 加藤庸次
- 松崎善太郎

### 顧問
- 萩野由之
- 徳川頼倫
- 戸川残花（戸川安宅）
- 加藤咄堂
- 田中義成
- 塚越停春
- 内田魯庵
- 柳田國男
- 幸田露伴
- 三上参次
- 関根正直